# Cumberland (Indiana)
Cumberland is een plaats (town) in de Amerikaanse staat Indiana, en valt bestuurlijk gezien onder Hancock County en Marion County.

## Demografie
Bij de volkstelling in 2000 werd het aantal inwoners vastgesteld op 5500.
In 2006 is het aantal inwoners door het United States Census Bureau geschat op 5398, een daling van 102 (-1.9%).

## Geografie
Volgens het United States Census Bureau beslaat de plaats een oppervlakte van
5,0 km², waarvan 4,9 km² land en 0,1 km² water. Cumberland ligt op ongeveer 262 m boven zeeniveau.

## Plaatsen in de nabije omgeving
De onderstaande figuur toont nabijgelegen plaatsen in een straal van 16 km rond Cumberland.